# Welcome to Night Vale
«Welcome to Night Vale» (от рус. Добро пожаловать в Найт Вэйл) — подкаст, представленный в форме радиопередачи для вымышленного городка Найт Вэйл; был создан Джозефом Финком и Джеффри Крэйнором, озвучен Сесилом Балдвином и опубликован компанией Commonplace Books. Подкаст выходит первого и пятнадцатого числа каждого месяца и состоит из «новостей, объявлений и рекламы» городка, расположенного в пустыне где-то на юго-западе США. В интервью с NPR Джозеф Финк прокомментировал создание подкаста, заявив, что он «придумал этот город в пустыне, где все теории заговора были бы реальны, и мы просто отталкивались от этой идеи».
Каждый эпизод подкаста включает в себя немного музыки, представленной как «прогноз погоды»; композиции всегда разные и представлены независимыми исполнителями. Инструментальная музыка для темы и фона была создана композитором Disparition. В июле 2013 Welcome to Night Vale стал наиболее скачиваемым подкастом на iTunes.
В октябре 2013 Welcome to Night Vale начал представлять живые выступления, которые продолжились в 2014 году в форме Тура по Западному Побережью. Кроме того, в эпизоде «Аукцион» было объявлено о создании романа в 2015 году. Финк заявил, что произведение «будет сочетать все символы и странную атмосферу, которую вы ждете от Найт Вэйл, с совершенно новой историей, открывающей те части и секреты города, которые мы не могли включить в подкаст».

## Отклик
Шоу было описано как «новости из Lake Wobegon глазами Стивена Кинга», а Кристофер Уинн из The Dallas Morning News охарактеризовал его как «встречу NPR и Человека-Мотылька». Гавия Бейкер-Уайтлоу из The Daily Dot сравнила подкаст с чем-то «между странным твиттером и „Необъяснимыми историями“», и что это «стоит послушать, хотя, возможно, не после наступления темноты, если вы живете в маленьком городке». Пишущая для TechGeek Эрин Хилл считает подкаст уникальным из-за его «представлений об обычном» и добавляет, что «многое из того, о чем говорит Сесил, идет вразрез с нашими представлениями о нормальном, но способ подачи делает все эти странные вещи обыденными».
В июле 2013 года Welcome to Night Vale занял второе место в списке Топ-10 аудио подкастов на ITunes, уступив программе This American Life. В том же месяце он получил 150 000 загрузок в течение одной недели и обогнал ‘This American Life’, став первым в списке.
Сопродюсер Джеффри Крэйнор объясняет такой всплеск популярности тем, что подкаст был принят пользователями Tumblr. Макс Себела, креативный директор Tumblr, заявил, что с 5 июля фанаты начали «выходить из-под контроля», когда за неделю было опубликовано более 20,000 постов и создано более 680,000 заметок о 'Night Vale'. К июлю 2013 года аккаунт подкаста в Твиттере имел более 20,000 фолловеров. Фандомы шоу есть в Твиттере, Фейсбуке и на Тамблере; также фаны опубликовали «фанскрипт» — стенограмму подкаста — с целью увеличения доступности Welcome to Night Vale.

## Приглашенные артисты и писатели
Среди приглашенных звёзд — Мара Уилсон в роли Безликой Старухи, Тайно Живущей в Вашем Доме, Джесика Николь в роли Интерна Даны и Джексон Паблик в роли Хирама Макдэниелса. В 42-м эпизоде «Числа» в роли Фэй выступает Молли Куинн.
Зак Парсонс, который писал вместе с Финком для SomethingAwful.com, в соавторстве с ним же написал два эпизода: The Traveler и A Beautiful Dream. The Auction был написан в соавторстве с Гленом Дэвидом Голдом, который также принимал участие в написании The Woman from Italy.